# COVID-19 у Рівненській області
Коронаві́русна хворо́ба 2019 у Рі́вненській о́бласті — розповсюдження пандемії коронавірусу територією Рівненської області.
Перший випадок появи коронавірусної хвороби було виявлено на території Рівненської області 27 березня 2020 року.
Станом на ранок 19 липня 2021 року у Рівненській області 79613 випадків захворювання на COVID-19, з них 33 — лікарі Рівненської міської лікарні; 1206 осіб померли (1,5 %).

## Хронологія

#### 2020
27 березня в області підтвердили 9 перших випадків зараження коронавірусом. У однієї з хворих діагноз було підтверджено вже після її смерті. Випадки зараження виявили у Сарненському районі.
30 березня у Рівненській області зафіксовано 2 нових випадки захворювання на коронавірус. Також померла одна із заражених мешканок села Тинне (Сарненський район).
На 8 квітня в області 40 інфікованих та 5 летальних випадків. Цього дня у Рівному померла перша пацієнтка — 51-річна співробітниця дитячої бібліотеки.
11 квітня вірус виявлено у керівника Сарненської РДА Олександра Кохана.
На 25 квітня в області зафіксовано 437 інфікованих (41 новий випадок за добу), помер 68-літній пацієнт.
27 квітня в області було виявлено 10 нових випадків, всього 551. 13 випадків за добу: 9 жителів у Рівному, 4 з Рівненського району (двоє з Карпилівки й по одному з с. Зоря і смт Клевань).
Станом 1 травня в с. Зоря кількість зафіксованих випадків інфікування досягла 50. Причиною інфікування місцеві жителі вважають поїздку хору місцевого храму РПЦвУ до Почаївської лаври, де було зафіксовано велику кількість інфікованих серед священнослужителів.
На ранок 10 травня в області було зафіксовано 926 випадків, на 14 травня — 1077 осіб, 9 нових за добу, вік інфікованих варіюється від 23 до 81 року.
З 15 липня в області було послаблено карантин, дозволено роботу ресторанів і барів до 23:00 та з відстанню між столиками понад 2 метри. 16 липня у Зарічненському та Острозькому районах Рівненщини було дозволено роботу дитсадків.
20 липня у Рівному було вчергове послаблено карантин, зокрема, відкрито 38 дитсадків.
31 липня Україну було поділено на карантинні зони залежно від рівня епідемічної небезпеки поширення коронавірусу. Від 7 серпня різні частини Рівненщини перебували в «червоній» зоні, проте з 21 вересня уся Рівненщина вийшла з «червоної» зони.
2 жовтня померла ще одна дитина від коронавірусу. 13-річний хлопчик із Рівненської області мав онкологічне захворювання.

### 2021
24 березня в Рівному посилено карантин: учні 5-11 класів перейшли на дистанційне навчання.
Вересень-жовтень
Початок вересня - досить багато хворих, але не в критичному стані, лікуються в домашніх умовах з наглядом медичного працівника.
Середина вересня - в міській лікарні м. Рівне майже нема вільних палат для хворих на covid-19. Серед пацієнтів опинилась і медичний працівник - фельдшер Пастушок Наталія Петрівна, 46-річна жінка, яка лікувала більше 20 років людей в 4 селах Рівненського району( до 2023 р. Гощанський р-н). За цей період часу виписували пацієнтів від молодого до похилого віку, з різним ступенем враження легень, серед них була і бабуся з враженням близько 90%. 
03.10.2021 року сталось щось страшне в Міській лікарні, ввечері близько 17 год повідомили, що Наталія Петрівна почала задихатися, врятувати не вдалось, апарат штучного дихання не встигли або ж не вважали за потрібне підключати. На ранок 04.10 померлих від covid-19 була катастрофічна кількість - близько 16 людей. На думку родичів померлих, щось трапилось з подачею кисню пацієнтам в маски. Таких ситуацій більше не повторювалось.

## Запобіжні заходи
З 12 березня на Рівненщині закрилися на карантин: школи, дитячі садки, вищі навчальні заклади, театри та кінотеатри.
З 17 березня на Рівненщині розширили карантинні заходи. Було зачинено: торгівельні центри, заклади сфери послуг та заклади громадського харчування.
28 березня закрито на карантин село Зоря Рівненського району